# Байгуши
Байгуши (баш. Байғоштар, каз. Байғұс), ед. число байгуш Джатаки (казах.) — устар. категория зависимого населения в социальной структуре башкирского, казахского обществ.

## История
Байгушами становились башкиры-вотчинники, не имеющие собственного хозяйства. Нанимались к баям на работу за минимальную плату. В XIX веке вошли в состав батраков.
МЭСБЕ определял таким образом:
Байгуши или джатаки, у киргизов обнищавший класс населения, образует как бы особую презираемую касту.
В начале 1930-х гг. в ходе коллективизации исчезли как социальная категория. В БСЭ (1-е издание) написано, что байгуши у казахов и киргизов появивились благодаря «таласам» — родовым распрям и междоусобицам, с установлением Советской власти байгушество пошло на убыль.
Современное употребление — на юго-востоке Башкортостана байгушами называют мужчин средних лет, без семьи и жилья, живущих случайными заработками.

## В искусстве
Картина Тараса Шевченко «Байгуши»